# Kill Probability
Kill Probability, Probability of Kill (prawdopodobieństwo zniszczenia) – pojęcie znajdujące zastosowanie m.in. w przedstawieniu za pomocą pojęć zero-jedynkowych rezultatów działania podjętego w celu zniszczenia celu. W większości działań militarnych, jedynym zadaniem jest fizyczna eliminacja celu, co najczęściej oznacza jego zniszczenie. Probability of Kill {\displaystyle (P_{k})} jest statystyczną miarą prawdopodobieństwa że cel zostanie obezwładniony. W przypadku głowicy, {\displaystyle P_{k}} uzależnione jest od charakterystyki celu, zwłaszcza od jego wrażliwości na efekt działania głowicy (np. fala uderzeniowa, odłamki etc.) oraz od odległości pomiędzy głowica a celem.
{\displaystyle P_{k}} może być definiowane warunkowo – przykładowo, można mówić o {\displaystyle P_{k}} jeśli odłamek trafi cel. W takim przypadku, {\displaystyle P_{k}} będzie wypadkową dwóch zmiennych:
{\displaystyle P_{k}=P_{t}{\frac {P_{k}}{t}},}
gdzie:
{\displaystyle t} – trafienie,
{\displaystyle P_{t}} – prawdopodobieństwo trafienia odłamku głowicy w cel.
W praktyce, sytuacja ta może mieć więcej zmiennych dla określenia {\displaystyle P_{k}.} Dla przykładu, cel musi być wykryty i zlokalizowany, pocisk przenoszący mającą zniszczyć cel głowicę odpalony i dostarczony do celu, a tam głowica musi być prawidłowo zdetonowana. Każdy z tych czynników wnosi dodatkowy element określający prawdopodobieństwo zniszczenia celu {\displaystyle (P_{k})}